# Бакинский олимпийский стадион
«Бакинский олимпийский стадион» (азерб. Bakı Olimpiya Stadionu) — мультиспортивный стадион в Баку. Строительство стадиона началось 6 июня 2011 года на восточном берегу озера Бёюк-Шор. Стадион был открыт 6 марта 2015 года.
Стадион, общая вместимость которого 68 тысяч посадочных мест, отвечает высшим международным стандартам для стадионов, утвержденных УЕФА, ФИФА и ИААФ.
Строительство стадиона площадью 225 000 м² на участке в 650 000 м² было завершено в феврале 2015 года, открытие состоялось 6 марта 2015 года. БОС являлся местом проведения церемоний открытия и закрытия первых Европейских игр в июне 2015 года. Также здесь прошли матчи чемпионата Европы по футболу 2020. Планируется проведение масштабных мероприятий национального и международного значений.
У стадиона большая инфраструктура, оснащенная парковками, бульваром, парком, большим количеством крытых и открытых помещений для общественного использования.
Стадион располагается в Сабунчинском районе города Баку, в северной части перекрестка на кругу у станции метро «Кёроглу» ("Азизбеков"), на территории площадью 50 гектаров.
Бакинский олимпийский стадион имеет статус 4-й категории стадионов УЕФА.

## История стадиона

### Подготовительные работы
В 2008 году была начата предварительная работа по проектированию стадиона. Был объявлен конкурс, в ходе которого были рассмотрены предложения многих местных и иностранных компаний. С точки зрения экономической рентабельности, современности, благоприятности функциональных особенностей, соответствия архитектуре города, а также поставленным техническим условиям организаторы одобрили концепцию проекта, которую предоставила турецкая компания ТОСА. На основе данной концепции были проведены проектировочные работы.
Подготовка территории, на которой расположен стадион, к строительству, была выполнена строительными организациями Государственной нефтяной компании Азербайджанской Республики. В эти предварительные меры вошли благоустройство территории, работа по забиванию подземных свай в целях обеспечения надежности фундамента стадиона. Также разрабатывались условия предстоящего международного тендера на оказание полномасштабных строительных услуг.

### Церемония закладки фундамента
6 июня 2011 года в рамках празднования 100-летия азербайджанского футбола была проведена церемония по закладке фундамента Бакинского олимпийского стадиона. В церемонии приняли участие президент Азербайджанской Республики Ильхам Алиев и его супруга Мехрибан Алиева, а также президент ФИФА Йозеф Блаттер и президент УЕФА Мишель Платини, видные представители мировой футбольной общественности, руководители различных федераций, ветераны футбола и другие гости. Президент Азербайджана Ильхам Алиев был проинформирован о предстоящих планах по строительству стадиона. Выступая на церемонии, президент ФИФА Йозеф Блаттер заявил:
Это будет действительно очень красивое, грандиозное сооружение, и более 60 тысяч футбольных болельщиков, приходя на этот стадион, смогут получать удовольствие от футбола.
Затем Ильхам Алиев вложил металлическую капсулу внутрь символического мяча. Сын президента, Гейдар Алиев, забив мяч в символические ворота, опустил его в фундамент. Позже президент Ильхам Алиев, президент ФИФА Йозеф Блаттер и президент УЕФА Мишель Платини включили установку по заливке бетона и расписались на футбольном мяче, который будет храниться в память о церемонии.

### Строительство
В ноябре 2012 года началось полномасштабное строительство стадиона. Работы велись в соответствии с Международным стандартом строительства (IBC), стандартами УЕФА и ФИФА и строительными нормативами Азербайджана.
28 февраля 2014 года президент Азербайджана Ильхам Алиев ознакомился с ходом строительства Олимпийского стадиона. Президент Государственной нефтяной компании Азербайджанской Республики, строительными организациями которой территория стадиона была подготовлена к строительным работам, Ровнаг Абдуллаев проинформировал президента о проделанной на основе проекта за прошедший период работе.
Открытие стадиона состоялось 6 марта 2015 года, Президент Азербайджана Ильхам Алиев принимал участие в церемонии открытия..

### Улучшение экологического состояния озера Бёюк-Шор
Согласно оценкам международных экспертов, озеро Бёюк-Шор, близ которого построен стадион, считается одним из самых сложно загрязнённых озёр мира. С точки зрения того, что большинство мероприятий первых Европейских игр планировалось провести на восточном берегу озера Бёюк-Шор, в комплексе Бакинского Олимпийского стадиона и что именно эта территория должна была принять многочисленных гостей, спортсменов и туристов, важное значение имело комплексное экологическое восстановление озера Бёюк-Шор и прилегающих к нему территорий. По словам министра экономики и промышленности Азербайджана Шахина Мустафаева улучшение экологического состояния и охрану озера Бёюк-Шор планировалось осуществить в рамках плана мероприятий по улучшению экологического состояния 9 озёр Апшеронского полуострова «Государственной программы социально-экономического развития города Баку и его поселков в 2014—2016 годах».
Сам проект экологического восстановления озера планируется осуществить в два этапа. Первый этап охватил 2014—2015 годы. На этом этапе была восстановлена территорию озера площадью почти 300 гектаров, расположенная вблизи места, где построен Олимпийский стадион. На этом этапе была отделена и изолирована посредством плотины северная часть исторически загрязненного нефтью участка озера от береговой линии. Таким образом, это преградило путь нефти, загрязненным водам и плавающим отходам. Плотина спроектирована в виде шестиполосного магистрального шоссе и обозначает западные границы очищенной территории. Помимо этого в направлении стадиона установлен коллектор сточных вод, а вдоль береговой линии построен прогулочный бульвар и переход на территорию стадиона. Второй этап полного восстановления озера Бёюк-Шор охватит 2015—2020 годы, в результате чего озеро будет возвращено в своё естественное историческое русло, будет отрегулирован уровень воды, восстановлена экосистема.
28 февраля 2014 года президент страны Ильхам Алиев ознакомился с проводимой работой по комплексному экологическому восстановлению озера Бёюк-Шор и прилегающих к нему территорий.

### Мероприятия
19 сентября 2014 года в Женеве в рамках заседания Исполнительного комитета УЕФА было объявлено, что Олимпийский стадион Баку примет три матча группового этапа и одну игру четвертьфинала чемпионата Европы 2020 года.
12 июня 2015 года на Олимпийском стадионе состоялась церемония открытия I Европейских игр, 28 июня — церемония закрытия. Также в рамках Игр на стадионе проходили соревнования по лёгкой атлетике.
29 мая 2019 года Олимпийский стадион принимал финал Лиги Европы УЕФА.
2 сентября 2023 года в стадионе прошел концерт группы Imagine Dragons в рамках тура Mercury World Tour.
С 11 по 22 ноября 2024 года на стадионе и в павильонах около стадиона будет проведена Конференция ООН по изменению климата 2024 (COP29).
- Футбольные матчи на стадионе
- Начало матча между сборными Азербайджана и Португалии в рамках финальной стадии чемпионата Европы по футболу 2016 среди юношей до 17 лет. 5 мая 2016
- Матч между клубами «Карабах» и «Рома» в рамках групповой стадии Лиги чемпионов УЕФА. 27 сентября 2017
- Финал Лиги Европы УЕФА 2019 между «Челси» и «Арсеналом». 29 мая 2019
- Матч между сборными Турции и Уэльса в рамках финальной стадии чемпионата Европы по футболу 2020. 16 июня 2021

## Архитектура
На стадионе построены трибуны с различными функциями, беговая дорожка и другая инфраструктура.
Высота шестиэтажного стадиона составляет 62 метра. Вместимость по ходу строительства предполагалось в 69,870 зрителей или около 69 тысяч, после сдачи в эксплуатацию его вместимость оценивается в 68 тысяч.
Внутренняя площадь стадиона составляет 120830 м². Здание, предусмотренное для работы журналистов, занимает территорию площадью 2 тысячи м². Рядом со стадионом планируется заложить озеленительные полосы площадью 82 тысячи м². В целом, у стадиона 18 входов, здесь установлен 41 лифт, действует 7 стоянок, принимающих 3078 автомобилей. Стадион состоит из основного и тренировочного стадионов, а также механического здания, предусмотрены секторы VIP, CIP, для медиа, а также для зрителей с ограниченными возможностями. На игровое поле можно попасть с 4-х, а на трибуны — с 26 выходов.Тренировочный стадион вмещает 1800 зрителей. Дизайн и строительство, логистические сервисы, координация проекта, управление техникой безопасности, контроль планирования и строительства успешно выполнены компанией TEKFEN.

## Галерея
- Макет Олимпийского стадиона в Культурном центре Гейдара Алиева
- Возле Бакинского Олимпийского стадиона

## См.также
- Велопарк Баку
- Дворец водных видов спорта (Баку)
- Арена водного поло (Баку)
- Пляжная арена (Баку)